# Глумачки пар године
Глумачки пар године — Она и он била је награда која се додељивала на Филмском фестивалу у Нишу, од 1968. до 2013. године. Након више година паузе, награда је обновљена 2020. године под називом Златна антена за глумачки пар у серији на Фестивалу драма и серија (Федис). Глумачки пар године бирали су читаоци листа ТВ Новости, а од 2020. посетиоци сајта листа Вечерње новости.
Избор глумачког пара године врши се на предлог редакције листа, односно сајта Вечерњих новости. У конкуренцији за награду налазили су глумачки парови из филмова и телевизијских серија, а од 2020. само телевизијских серија, које су емитоване током године. Најчешће се дешавало да читаоци изгласају глумачке парове из телевизијских серија, јер се оне дуже емитује и публика се више идентификује са ликовима. Пошто се телевизијске серије емитују у по неколико сезона, дешавало се да исти глумачки парови буду кандидати за награду више година, а до сада су чак четири иста глумачка пара два пута добила награду — Станислава Пешић и Властимир Ђуза Стојиљковић (1973. и 1974), Мина Лазаревић и Војин Ћетковић (1999. и 2002), Љиљана Стјепановић и Радош Бајић (2008. и 2011) и Слобода Мићаловић и Иван Босиљчић (2009. и 2012). 
Глумци Драган Бјелогрлић, Војин Ћетковић, Иван Босиљчић и Слобода Мићаловић једини су троструки носиоци награде — Драган 1991. са Весном Тривалић, 1993. са Аницом Добром и 1998. са Бранком Катић;  Војин 1999. и 2002. са Мином Лазаревић и 2003. са Катарином Радивојевић; Иван 2009. и 2012. са Слободом Мићаловић и 2010. са Иваном Јовановић, а Слобода 2009. и 2012. са Иваном Босиљчићем и 2005. са Андријом Милошевићем.

## Добитници
| 1968.         | Милена Дравић и Љубиша Самарџић               | Слободанка и Мали                         | филм „Јутро“                                        |                       |                       |                       |
| 1969.         | Мира Ступица и Миодраг Петровић Чкаља         | Кика Бибић и Невен Смартић                | тв серије „ТВ Буквар“ и „Сачулатац“                 |                       |                       |                       |
| 1970.         | Милена Дравић и Јован Јанићијевић Бурдуш      | Нада и Бурдуш                             | филм „Битка на Неретви“ и тв серија „Музиканти“     |                       |                       |                       |
| 1971.         | Асја Кисић и Карло Булић                      | Бепина и Доктор Луиђи                     | тв серија „Наше мало мисто“                         |                       |                       |                       |
| 1972.         | Живка Матић и Велимир Бата Живојиновић        | Роса и Булиџа                             | тв серија „Грађани села Луга“                       |                       |                       |                       |
| 1973.         | Станислава Пешић и Властимир Ђуза Стојиљковић | Олга и Рођа Петровић                      | тв серија „Позориште у кући“                        |                       |                       |                       |
| 1974.         | Станислава Пешић и Властимир Ђуза Стојиљковић | Олга и Рођа Петровић                      | тв серија „Позориште у кући“                        |                       |                       |                       |
| 1975.         | Неда Арнерић и Војислав Брајовић              | Рут и Тихи                                | тв серија „Отписани“                                |                       |                       |                       |
| 1976.         | Нада Гачешић и Жарко Радић                    | Ина и Јастреб                             | тв серија „Капелски кресови“                        |                       |                       |                       |
| 1977.         | Даница Аћимац и Миодраг Петровић Чкаља        | Неда и Недељко Недељковић                 | тв серија „Недељом поподне“                         |                       |                       |                       |
| 1978.         | Љиљана Драгутиновић и Петар Божовић           | Милица и Данило                           | тв серија „Више од игре“                            |                       |                       |                       |
| 1979.         | Злата Петковић и Војислав Брајовић            | Марија и Тихи                             | тв серија „Повратак отписаних“                      |                       |                       |                       |
| 1980.         | Весна Чипчић и Љубиша Самарџић                | Весна и Боривоје Шурдиловић               | тв серија „Врућ ветар“                              |                       |                       |                       |
| 1981.         | Здравка Крстуловић и Младен Барбарић          | Виолета и Пегула                          | тв серија „Вело мисто“                              |                       |                       |                       |
| 1982.         | Мира Бањац и Зоран Радмиловић                 | Савета и Живота Говедаревић               | тв серија „Приче из радионице“                      |                       |                       |                       |
| 1983.         | Ена Беговић и Драган Николић                  | Милица и Милош                            | филм „Идемо даље“                                   |                       |                       |                       |
| 1984.         | Радмила Савићевић и Павле Вуисић              | Виолета и Паја                            | тв серија „Камионџије опет возе“                    |                       |                       |                       |
| 1985.         | Зоја Одак и Ивица Видовић                     | Бланка и Винко Маринић                    | тв серија „Инспектор Винко“                         |                       |                       |                       |
| 1986.         | Мирјана Карановић и Предраг Мики Манојловић   | Сена и Меша                               | филм „Отац на службеном путу“                       |                       |                       |                       |
| 1987.         | Светлана Бојковић и Марко Николић             | Емилија и Драгиша Попадић                 | тв серија „Бољи живот“                              |                       |                       |                       |
| 1988.         | Лидија Вукићевић и Аљоша Вучковић             | Виолета и Иво Лукшић                      | тв серија „Бољи живот“                              |                       |                       |                       |
| 1989.         | Љиљана Контић и Драго Маловић                 | Љепосава и Радосав                        | тв серија „Ђекна још није умрла, а ка' ће не знамо“ |                       |                       |                       |
| 1990.         | Синоличка Трпкова и Давор Дујмовић            | Азра и Перхан                             | филм „Дом за вешање“                                |                       |                       |                       |
| 1991.         | Весна Тривалић и Драган Бјелогрлић            | Љиља и Боба                               | тв серија „Бољи живот“                              |                       |                       |                       |
| 1992.         | Снежана Богдановић и Бранислав Лечић          | Анка Томлиновић и Алекса Шантић           | тв серија „Алекса Шантић“                           |                       |                       |                       |
| 1993.         | Аница Добра и Драган Бјелогрлић               | Луна и Црни                               | филм „Црни бомбардер“                               |                       |                       |                       |
| 1994.         | Радмила Савићевић и Велимир Бата Живојиновић  | Риска и Аранђел Голубовић                 | тв серија „Срећни људи“                             |                       |                       |                       |
| 1995.         | Љиљана Благојевић и Тихомир Станић            | Краљица Драга и краљ Александар Обреновић | тв серија „Крај династије Обреновић“                |                       |                       |                       |
| 1996.         | Снежана Савић и Десимир Станојевић            | Малина и Вукашин                          | тв серија „Срећни људи“                             |                       |                       |                       |
| 1997.         | Вера Чукић и Миодраг Кривокапић               | Марија и Петар Јакшић                     | тв серија „Горе доле“                               |                       |                       |                       |
| 1998.         | Бранка Катић и Драган Бјелогрлић              | Сузана и Куре                             | филм „Ране“                                         |                       |                       |                       |
| 1999.         | Мина Лазаревић и Војин Ћетковић               | Чупка и Брандо                            | тв серија „Породично благо“                         |                       |                       |                       |
| 2000.         | Вера Чукић и Петар Краљ                       | Нинина мајка и Љупче                      | филм „Рањена земља“                                 |                       |                       |                       |
| 2001.         | Снежана Савић и Драган Николић                | Рајна и Лабуд                             | тв серија „Породично благо“                         |                       |                       |                       |
| 2002.         | Мина Лазаревић и Војин Ћетковић               | Чупка и Брандо                            | тв серија „Породично благо“                         |                       |                       |                       |
| 2003.         | Катарина Радивојевић и Војин Ћетковић         | Зона и Мане                               | филм „Зона Замфирова“                               |                       |                       |                       |
| 2004.         | Дара Џокић и Мима Караџић                     | Снежана и Војин Чађеновић                 | тв серија „М(ј)ешовити брак“                        |                       |                       |                       |
| 2005.         | Слобода Мићаловић и Андрија Милошевић         | Јелена и Бањо                             | тв серија „М(ј)ешовити брак“                        |                       |                       |                       |
| 2006.         | Нела Михајловић и Миленко Заблаћански         | Живана и Неша Љутић                       | тв серија „Стижу долари“                            |                       |                       |                       |
| 2007.         | Јелисавета Сека Саблић и Никола Симић         | Вера и Мића                               | тв серија „Љубав, навика, паника“                   |                       |                       |                       |
| 2008.         | Љиљана Стјепановић и Радош Бајић              | Радојка и Радашин Раковић                 | тв серија „Село гори, а баба се чешља“              |                       |                       |                       |
| 2009.         | Слобода Мићаловић и Иван Босиљчић             | Анђелка и Ненад Алексић                   | тв серија „Рањени орао“                             |                       |                       |                       |
| 2010.         | Ивана Јовановић и Иван Босиљчић               | Неда Павловић и Бојан Михајловић          | тв серија „Грех њене мајке“                         |                       |                       |                       |
| 2011.         | Љиљана Стјепановић и Радош Бајић              | Радојка и Радашин Раковић                 | тв серија „Село гори, а баба се чешља“              |                       |                       |                       |
| 2012.         | Слобода Мићаловић и Иван Босиљчић             | Милена Новаковић и Мирослав Балшић        | тв серија „Непобедиво срце“                         |                       |                       |                       |
| 2013.         | Данина Јефтић и Милош Биковић                 | Роса и Тирке                              | тв серија „На путу за Монтевидео“                   |                       |                       |                       |
| 2014. - 2019. | Награда није додељена                         | Награда није додељена                     | Награда није додељена                               | Награда није додељена | Награда није додељена | Награда није додељена |
| 2020.         | Оља Левић и Лука Рацо                         | Мила Галић и Алекса Ожеговић              | тв серија „Игра судбине“                            |                       |                       |                       |
| 2021.         | Милица Милша и Владан Савић                   | Ада Каначки и Иван Ожеговић               | тв серија „Игра судбине“                            |                       |                       |                       |
| 2022.         | Милица Павловић и Милош Тимотијевић           | Ивана Лазић и Влада Видак                 | тв серија „Певачица (ТВ серија)“                    |                       |                       |                       |
| 2023.         | Милица Милша и Данило Челебић                 | Лала Додер и Балша Додер                  | тв серија „Закопане тајне"                          |                       |                       |                       |
| 2024.         | Теодора Драгићевић и Стивен Мур               | Радмила Јовић и Едвард Волш               | тв серија „Ваздушни мост"                           |                       |                       |                       |

## Избор за глумачки пар

### 1976/77.
Избор за глумачки пар 1976. године извршен је јуна 1977. године, а у редакцију „ТВ Новости” је стигло 109.905 купона са гласовима. Прво место са освојених 83.336 гласова освојили су Даница Аћимац и Миодраг Петровић Чкаља за улоге Неде и Недељка Недељковића у телевизијском програму ТВ Београд „Недељом поподне”. Поред њих у конкуренцији за глумачки пар године учествовало је још једанаест парова — Неда Арнерић и Драган Зарић Тијана и Радуле из тв серије „Два другара” (друго место), Гордана Марић и Бранко Цвејић Гоца и Бане из тв серије „Грлом у јагоде” (треће место), Рената Улмански и Мија Алексић Боса и Дедица из тв серије „Вага за тачно мерење” (четврто место), Гордана Косановић и Ирфан Менсур Љубица и Драган из филма „Чувар плаже у зимском периоду” (пето место), Вера Чукић и Бранислав Цига Јеринић Коштана и Марко из „Нечисте крви” (шесто место), Оливера Марковић и Данило Бата Стојковић Оливера и Сретен из тв серије „Грлом у јагоде” (седмо место), Радмила Живковић и Љубиша Самарџић Војка и Бузга из филма „Наивко” (осмо место), Мирјана Мајурец и Златко Витез из тв серије „Има наде за номаде” (девето место), Божидарка Фрајт и Владимир Поповић Вера и Брана из филма „Вагон ли” (десето место), Ружица Сокић и Милутин Бутковић Савка и Вучко из тв серије „Успон и пад Жике Проје” (једанаесто место) и Маја Чучковић и Живојин Жика Миленковић Миланка и Жика Проја из тв серије „Успон и пад Жике Проје” (дванаесто место).